# 大島慶治郎
大島 慶治郎（おおしま けいじろう、1871年9月16日 - 1935年5月12日）は、大正から昭和時代前期にかけて活動した日本の実業家、新聞経営者。愛知県東春日井郡小幡村（現在の名古屋市守山区）出身。名前の表記を「慶次郎」とする資料も見られる。

## 来歴
明治4年8月2日（西暦1871年9月16日）、新愛知新聞社を創業した大島宇吉の長男として出生。宇吉は小幡大島本家10代・大島宇右衛門の三男として出生したのち東大島家を分家した大島為三郎の養子となっていたが、慶治郎は宇吉の次兄で伯父に当たる12代・大島竹三郎の養子として小幡大島本家を継ぎ第13代当主となった。
愛知県立第一中学校を卒業したのち日露戦争当時は小幡村の村長を務め、村政への功により勲七等青色桐葉章を受章している。小幡村と近隣各村の合併により守山町が発足した後は、東春日井郡の郡会議員を歴任した。
家業として肥料の販売業を営む傍ら、1916年（大正5年）9月に宇吉が経営する新愛知新聞社の支配人を務めていた加藤喜久次が退社した後を受けて入社し、後任の支配人に就く。いずれは宇吉から社長職を継ぐものと目されていたが、1935年（昭和10年）5月12日に急性肺炎のため死去。享年65（満63歳没）。空席となった支配人には甥の大島一郎が就任し、新聞統制によって新愛知と競合紙の名古屋新聞の合併により発足した中部日本新聞社の初代社長を経て社主となった。